# William Stephen Skylstad
William Stephen Skylstad (Omak, Okanogan County, Washington, 2 de março de 1934) é um ministro católico romano americano e bispo emérito de Spokane.
William Skylstad foi ordenado sacerdote para a Diocese de Spokane em 21 de maio de 1960.
Papa Paulo VI nomeou-o Bispo de Yakima em 16 de fevereiro de 1977. Foi ordenado bispo pelo arcebispo de Seattle, Raymond Gerhardt Hunthausen, em 12 de maio do mesmo ano; Os co-consagradores foram Bernard Joseph Topel, bispo de Spokane, e Bernard Francis Law, bispo de Springfield-Cape Girardeau.
O Papa João Paulo II o nomeou Bispo de Spokane em 17 de abril de 1990. Em 30 de junho de 2010, o Papa Bento XVI acatou sua aposentadoria por idade.
Durante a vaga na sé de Baker, de 24 de janeiro de 2011 a 8 de março de 2012, foi ali administrador diocesano. 